# Jed Johnson
Jed Johnson (30. prosince 1948 – 17. července 1996) byl americký interiérový designér a filmový režisér.
Narodil se v Alexandrii ve státě Mimmesota, část dětství prožil v Kalifornii a v roce 1967 se s bratrem (dvojčetem Jayem) usadil v New Yorku. Tam se seznámil s Andym Warholem, pro kterého zpočátku uklízel v jeho ateliéru The Factory. Postupem času se s Warholem sblížil a vzniklo mezi nimi romantické pouto. Johnson následně designoval interiéry Warholových ateliérů. Jako střihač či kameraman se podílel na Warholových filmech Heat (1972), L'Amour (1973) a Andy Warhol's Dracula (1974), film Andy Warhol's Bad (1977) režíroval. Od roku 1995 byl členem organizace Andy Warhol Art Authentication Board. Zemřel při pádu letadla TWA 800, ke kterému došlo krátce po vzletu z New Yorku do Říma (přes Paříž). V roce 1996 byl posmrtně uveden do síně slávy časopisu Interior Design.